# Les lacs du Connemara (album)
Les lacs du Connemara ("De meren van Connemara") is een studioalbum van de Franse zanger Michel Sardou uit 1981. Het is het elfde studioalbum van de zanger. Het album is vooral bekend door het titelnummer, dat een grote hit werd in thuisland Frankrijk, Nederland en België.
Sardou gaf gedurende de jaren '70 en '80 vrijwel nooit een titel aan zijn albums. Alleen zijn naam stond op de voorkant van het album. Deze albums werden dan ook aangeduid met zijn achternaam en het jaar van verschijnen; een album uit 1980 zou Sardou 1980 heten. De albums werden meestal uit elkaar gehouden door hier de titel van het eerste nummer of de eerste single aan te geven. Les lacs du Connemara was hierop een uitzondering.
Les lacs du Connemara is commercieel gezien het meest succesvolle album van Sardou met ruim 1,3 miljoen verkochte exemplaren. Behalve het titelnummer worden in Frankrijk ook Être une femme en Je viens du sud als klassiekers gezien.

## Tracklist
1. Les lacs du Connemara (Michel Sardou - Pierre Delanoë / Jacques Revaux)
2. L'autre femme (Pierre Delanoë / Jacques Revaux - Michel Sardou)
3. Le mauvais homme (Michel Sardou - Jean-Loup Dabadie / Jacques Revaux - Pierre Billon)
4. Préservation (Michel Sardou - Pierre Delanoë / Jacques Revaux)
5. Les mamans qui s'en vont (Michel Sardou - Jean-Loup Dabadie / Jacques Revaux)
6. Musica (Michel Sardou - Pierre Delanoë / Toto Cutugno)
7. Etre une femme (Michel Sardou - Pierre Delanoë / Michel Sardou - Jacques Revaux - Pierre Billon)
8. Je viens du sud (Michel Sardou - Pierre Delanoë / Jacques Revaux)
9. Les noces de mon père (Michel Sardou)